# Jalal Talebi
Seyed Jalal Talebi ou جلال طالبی, né le 23 mars 1942 à Téhéran, est un ancien footballeur et entraîneur iranien.